# Edmond Louis Dupain
Edmond Louis Dupain (Bordeaux, 13 gennaio 1847 – Parigi, 10 agosto 1933) è stato un pittore francese.

## Biografia
Edmond Louis Dupain nacque a Bordeaux in una famiglia agiata. Data la sua evidente inclinazione per la pittura, dopo gli studi primari fu mandato a Parigi affinché seguisse i corsi dell'École nationale supérieure des beaux-arts. Entrò quindi come allievo negli atelier di Alexandre Cabanel (1823-1889) e di Jean-Marie Oscar Gué (1809-1877).
Nel 1880, a 33 anni, fu incaricato di completare una grande pittura che rappresentava "Venere". Terminata nel 1886, essa orna il soffitto della rotonda Ovest dell'ala "Perrault" dell'Osservatorio di Parigi.

Dupain espose le sue opere con regolarità al Salon degli artisti francesi già a partire dal 1870, anno in cui debuttò con il quadro Mort de la nymphe Hespérie (Morte della ninfa Esperia). Nel 1883 divenne socio della "Società degli artisti francesi" e nel 1875 ottenne una medaglia di terza classe. Due anni dopo gli fu assegnata anche una medaglia di prima classe. 
Partecipò anche all'Expo del 1878, ottenendo una menzione d'onore. In seguito, in occasione dell'Expo del 1889, si aggiudicò una medaglia di bronzo. Insegnò per diversi anni nell'"Académie Colarossi" di Parigi e fu nominato Cavaliere della Legion d'onore nel 1894. 
Edmond Dupain morì nella sua casa di Parigi nell'estate del 1933: aveva 86 anni..
Fu un pittore di genere e i suoi quadri sono popolati di soldati e personaggi storici, oppure di raffinate ed eleganti figure femminili, sovente accompagnate da levrieri. Ma non trascurò i soggetti mitologici, le marine e, soprattutto, fu un abile ritrattista.

## Opere nelle collezioni pubbliche
Elenco parziale.
- Bordeaux, Museo di Belle Arti di Bordeaux:
  - Mort de Sauveur le héros breton, olio su tela,
  - Le Droit de sortie à Bordeaux.
- Parigi, Osservatorio di Parigi: Vénus, 1886.

## Galleria d'immagini
Figure femminili

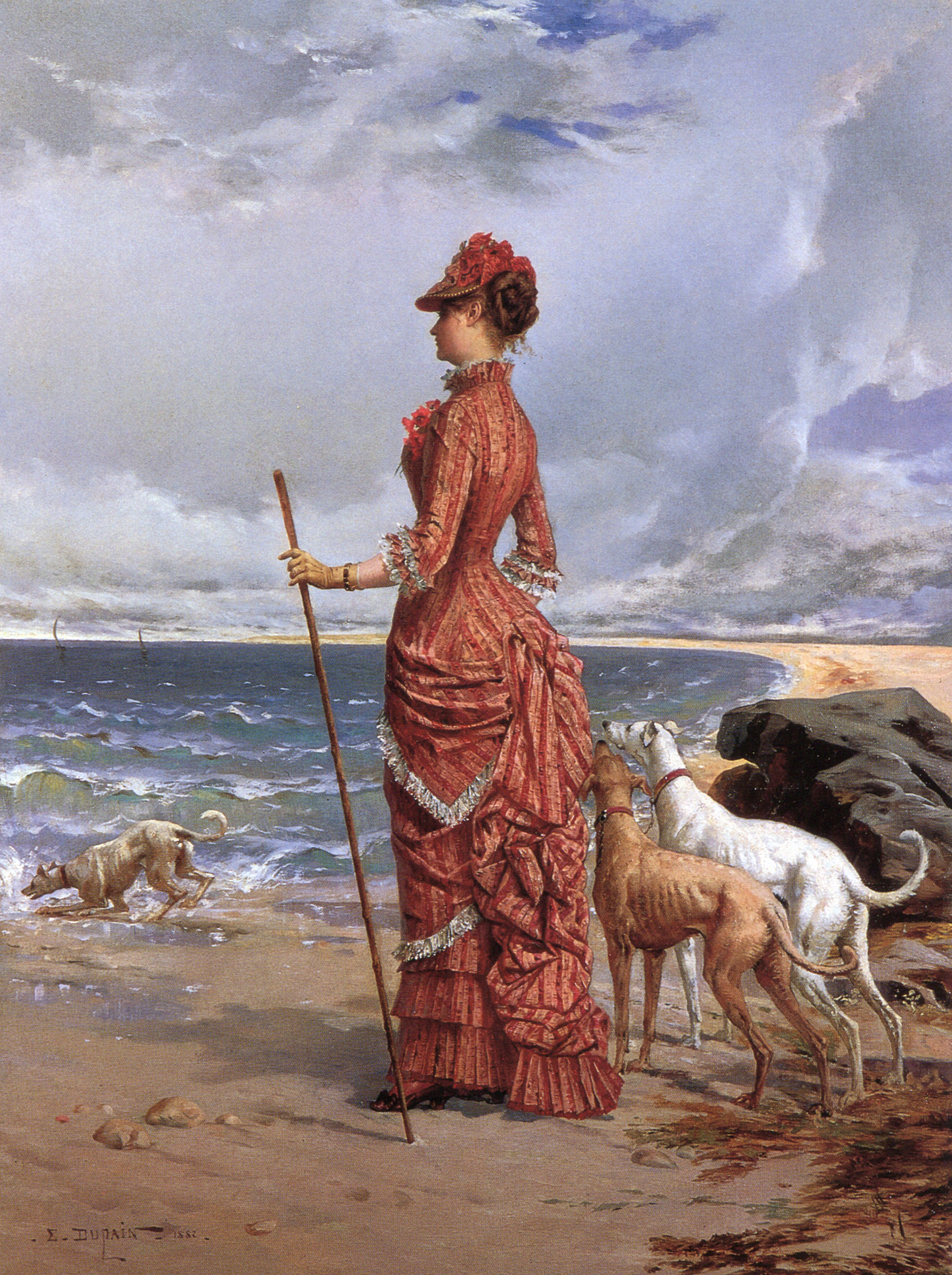
Signora sulla spiaggia con i levrieri
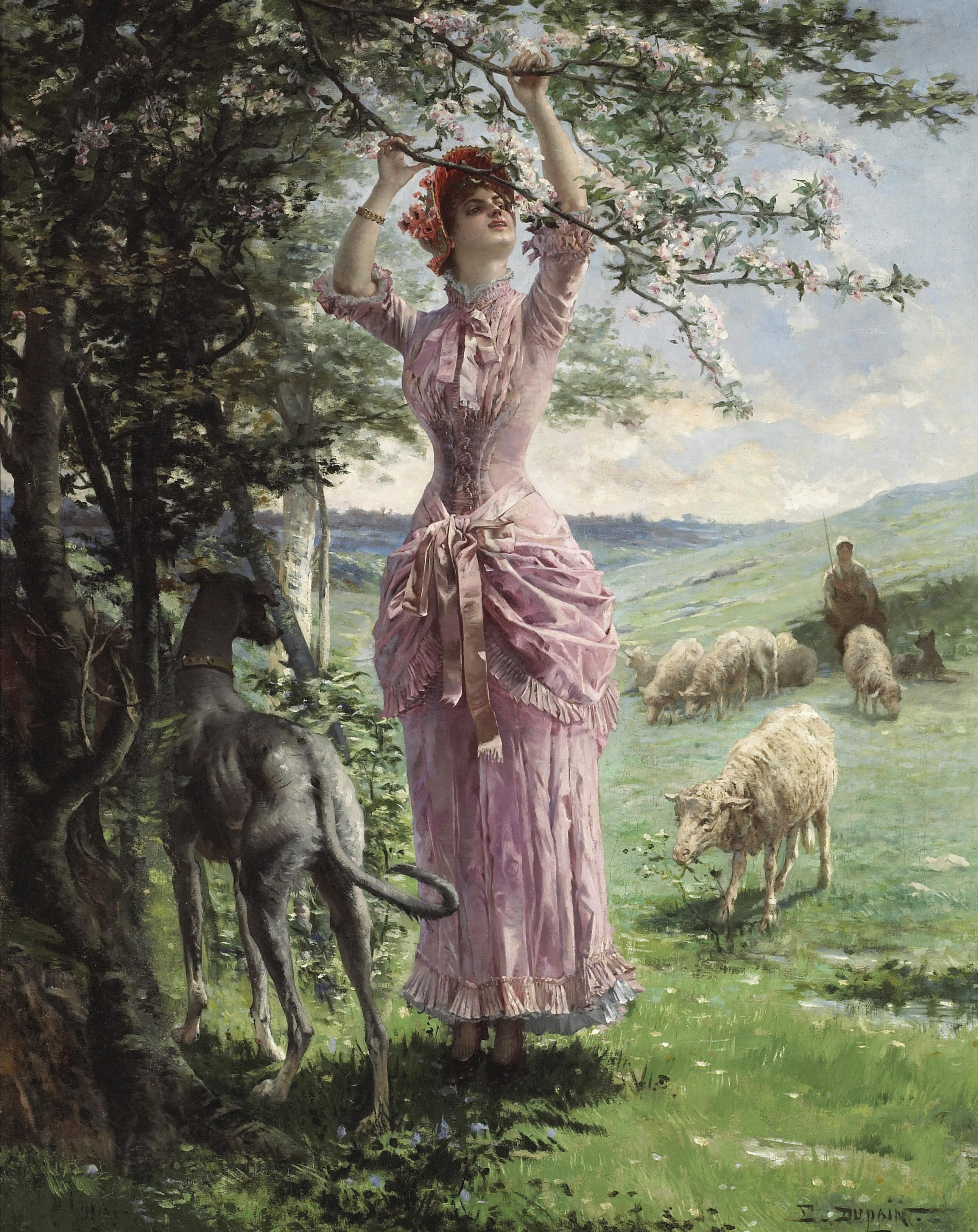
Primavera
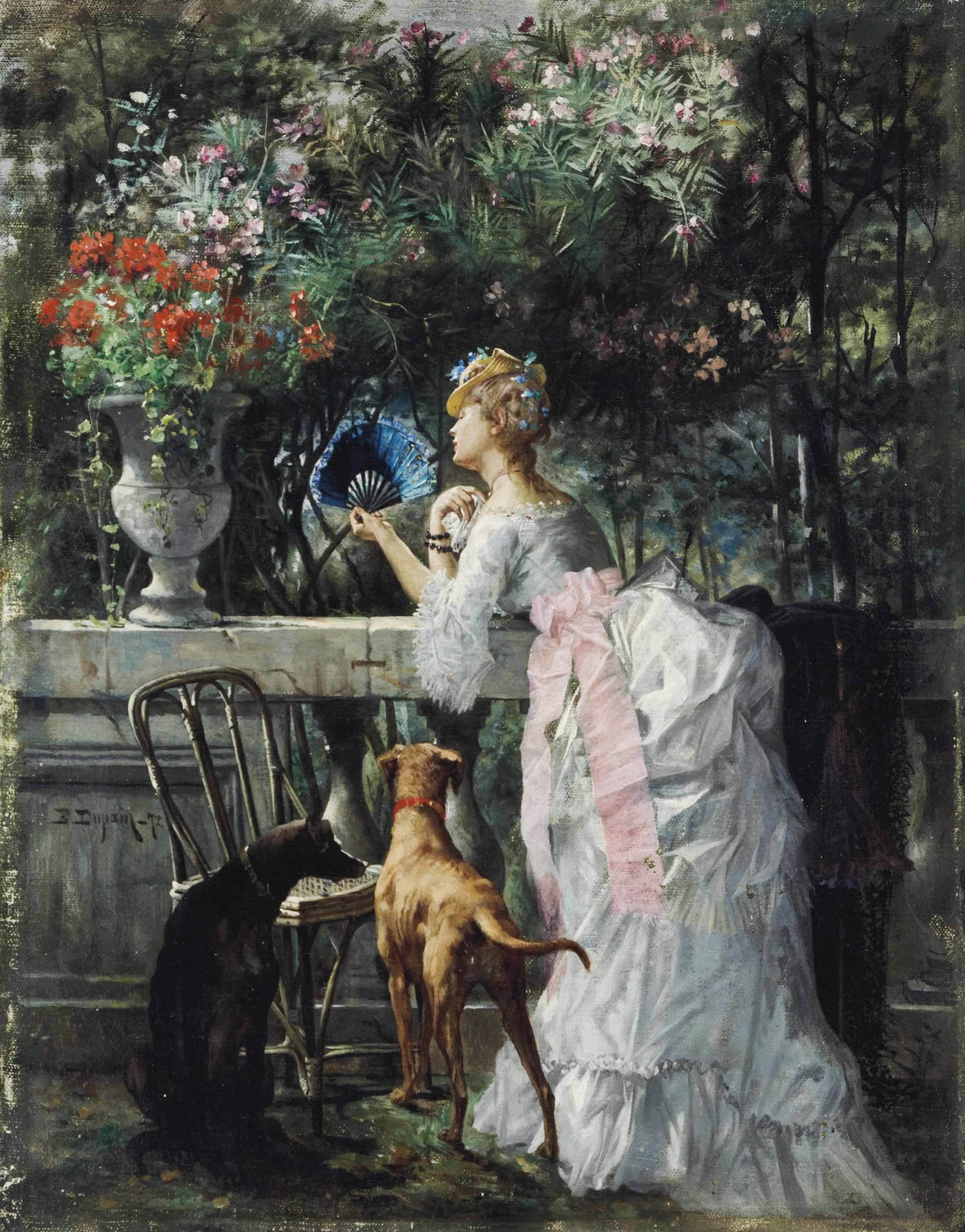
Signora nel parco con i cani
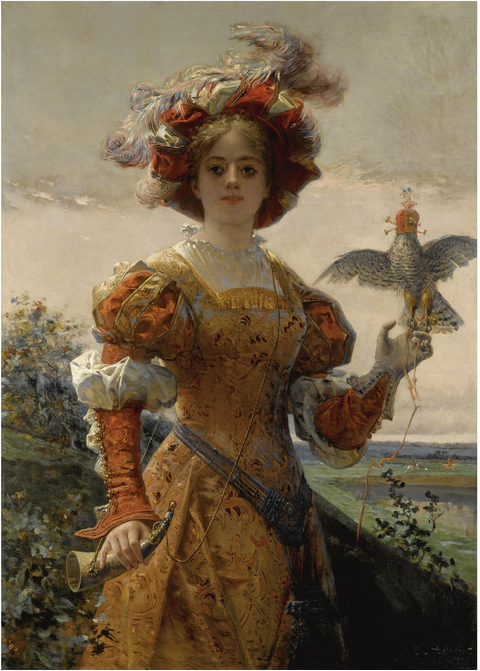
Ragazza col falcone
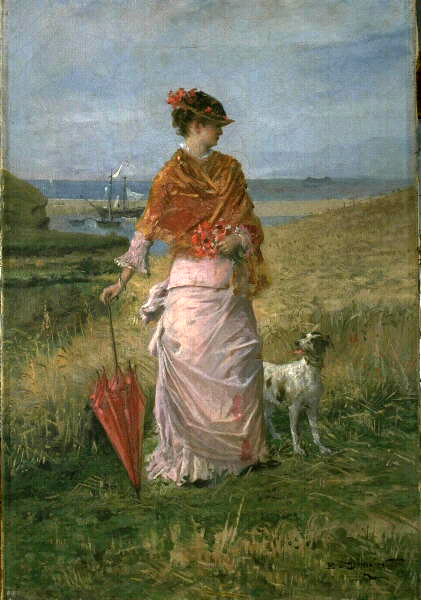
La passeggiata in Bretagna
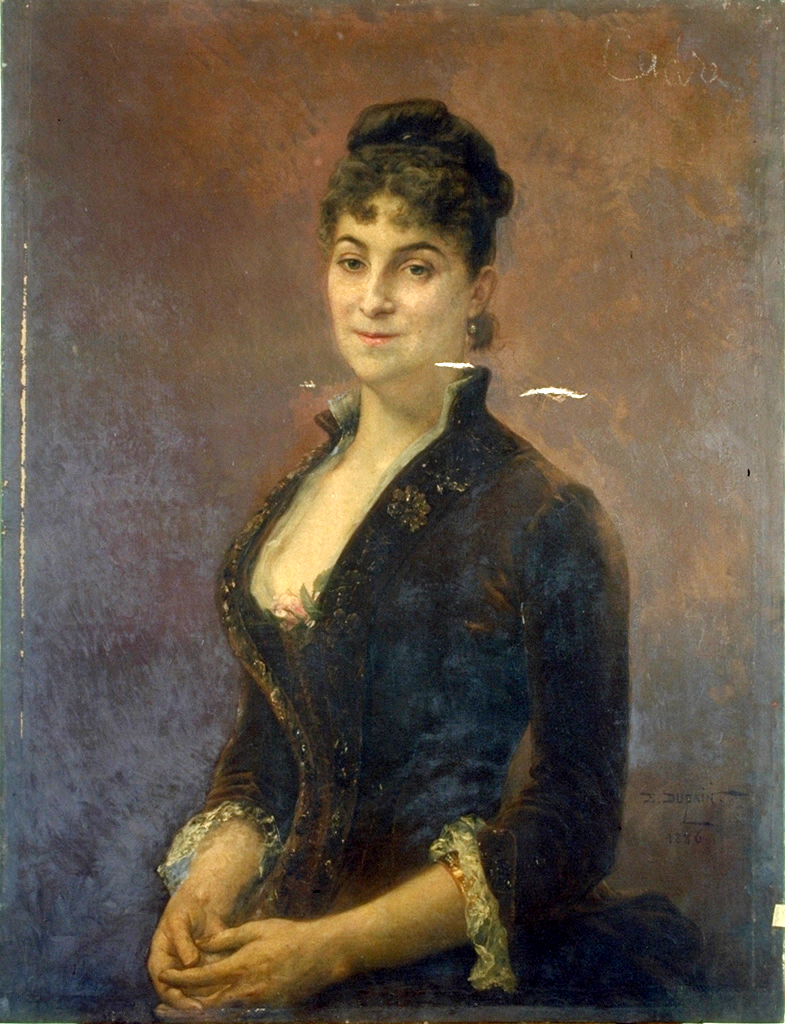
Ritratto di donna

Ritratti

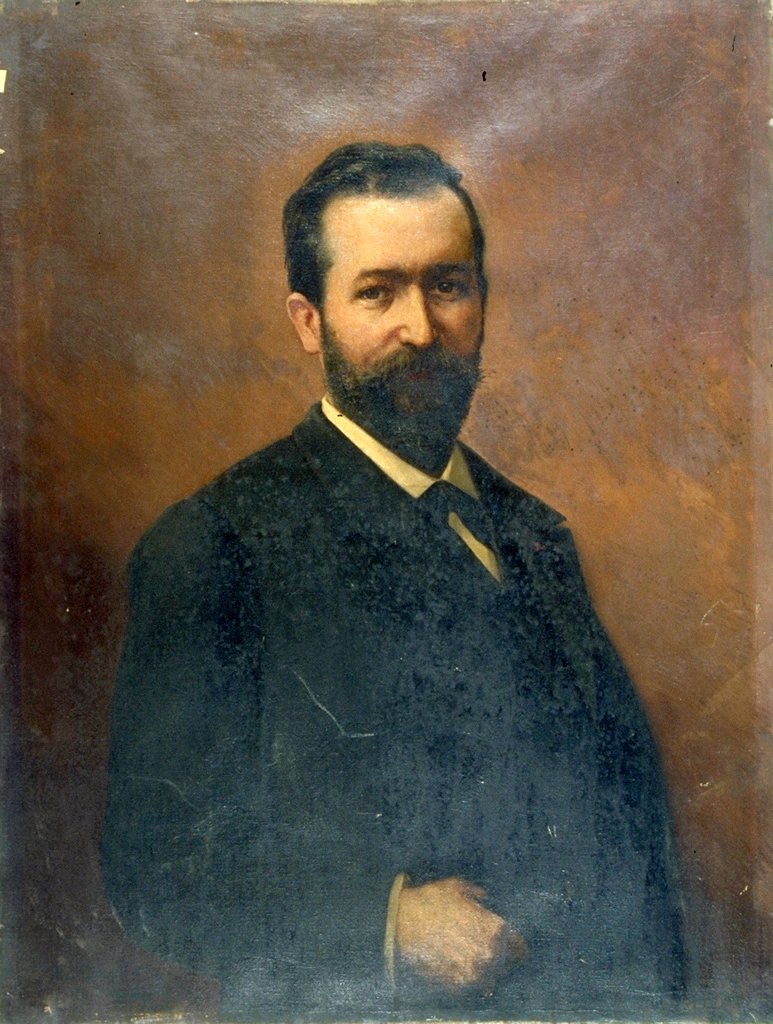
Ritratto d'uomo
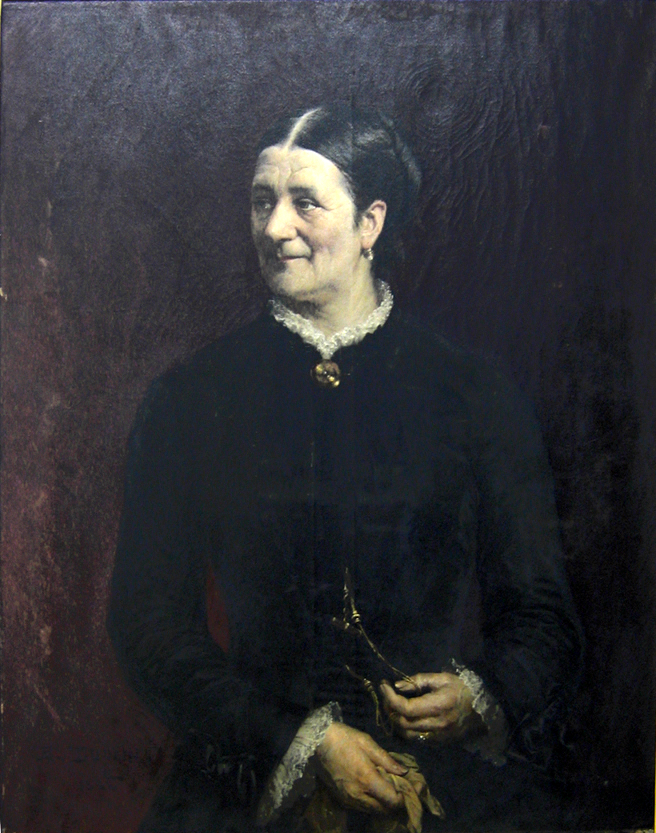
Ritratto di Anne-Louise Cassaigne

## Collegamenti esterni

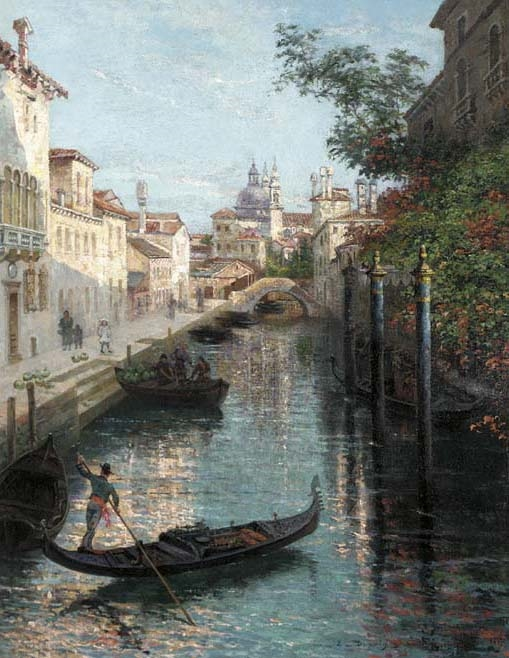
Un canale di Venezia